# Fouqueville

Fouqueville este o comună în departamentul Eure, Franța. În 1 ianuarie 2022 avea o populație de 443 de locuitori.